# 凱撒飯店連鎖
凱撒飯店連鎖（英語：Caesar Park Hotels & Resorts）為台灣的五星級飯店之一，也是台灣知名的旅館系統之一，由宏國關係事業經營。
目前凱撒飯店連鎖在台北市（中正區、內湖區、松山區）、新北市（新板特區）、屏東縣（墾丁）、臺南市（曾文水庫）及臺東縣都設有據點。2017年凱撒與希爾頓全球酒店集團（Hilton Worldwide）簽訂合作加盟意向書，讓希爾頓飯店連鎖品牌重返台灣。凱撒飯店連鎖旗下有10間飯店，房間數高達3,000多間。

## 飯店據點

### 台北凱撒大飯店 (Caesar Park Hotel Taipei)
台北凱撒位於台北火車站正對面，原為華洋開發投資興建的觀光大飯店，於1970年動工，在1972年與希爾頓全球酒店集團簽訂管理技術合作契約，1972年9月交由希爾頓經營，命名為台北希爾頓大飯店。1988年7月國裕開發購買本飯店並和希爾頓續簽合作契約。2002年12月31日國裕開發與希爾頓的合作契約結束，2003年1月1日更名為台北凱撒大飯店。本間大飯店共有6種房型478間客房。1樓和地下1樓為凱撒美食精品館。
地址：台北市中正區忠孝西路一段38號。

### 台北新板希爾頓酒店 (Hilton Taipei Sinban)
地址：新北市板橋區民權路88號。

### 板橋凱撒大飯店 (Caesar Park Hotel Banqiao)
板橋凱撒位於新板特區，為新板特專二國際觀光旅館興建營運案的一部分，共有400間客房。(臺鐵縱貫線北段、台灣高鐵、臺北捷運板橋站下車。）
地址：新北市板橋區縣民大道二段8號。

### 台北趣淘漫旅 (Hotel Cham Cham Taipei)
地址：新北市板橋區中山路一段139號。(臺鐵縱貫線北段、台灣高鐵、臺北捷運板橋站下車。）

### 台北凱達大飯店 (Caesar Metro Hotel Taipei)
地址：台北市萬華區艋舺大道167號。(搭臺北捷運，龍山寺站下車；臺鐵縱貫線北段，萬華車站下車。）

### 內湖凱旋酒店 (Just Palace Hotel)
地址：台北市內湖區江南街55號。(搭臺北捷運，港墘站下車。）

### 阿樹國際旅店 (arTree Hotel)
地址：台北市松山區八德路三段76號。(搭臺北捷運，台北小巨蛋站下車。）

### 墾丁凱撒大飯店 (Caesar Park Hotel Kenting)
墾丁凱撒位於屏東縣墾丁國家公園境內，於1986年開幕為台灣首間休閒旅館，飯店共有282間客房，飯店於2006年全新改裝。墾丁凱撒於2007年1月起成為EIHR頂級飯店聯盟會員。
地址：屏東縣恆春鎮墾丁路6號。

### 台南趣淘漫旅 (Hotel Cham Cham Tainan)
地址：台南市楠西區密枝里密枝102之5號。（原山芙蓉渡假大酒店。)　

### 台東趣淘漫旅(Hotel Cham Cham Taitung)
地址：台東縣台東市新站路260號。

## 外部連結
- 凱撒飯店連鎖 （页面存档备份，存于）
- 台北凱撒大飯店  臺灣旅宿網 （页面存档备份，存于）
- 板橋凱撒大飯店  臺灣旅宿網 （页面存档备份，存于）
- 墾丁凱撒大飯店  臺灣旅宿網 （页面存档备份，存于）
- 趣淘漫旅-台北 Hotel Cham Cham Taipei  臺灣旅宿網
- 趣淘漫旅  臺灣旅宿網 （页面存档备份，存于）
- 趣淘漫旅-台東  臺灣旅宿網
- 阿樹國際旅店  臺灣旅宿網 （页面存档备份，存于）
- 凱達大飯店  臺灣旅宿網 （页面存档备份，存于）
- 凱旋酒店  臺灣旅宿網 （页面存档备份，存于）
- 台北凱撒大飯店的Facebook專頁
- 墾丁凱撒大飯店的Facebook專頁
- 板橋凱撒大飯店的Facebook專頁